# Dawson-Nunatak
Der Dawson-Nunatak ist ein Nunatak im ostantarktischen Mac-Robertson-Land. In der Athos Range der Prince Charles Mountains ragt er rund 6 km südsüdöstlich des Mount Peter auf.
Luftaufnahmen der Australian National Antarctic Research Expeditions dienten seiner Kartierung. Namensgeber ist Peter L. Dawson, leitender Dieselaggregatmechaniker auf der Mawson-Station im Jahr 1964.